# وولویچ، انتاریو
وولویچ (به انگلیسی: Woolwich) یک منطقهٔ مسکونی در کانادا است که در شهرداری منطقه واترلو واقع شده‌است. وولویچ ۲۵٬۰۰۶ نفر جمعیت دارد.